# 卡姆亞納亞魯哈
49°52′57″N 36°35′37″E / 49.88250°N 36.59361°E

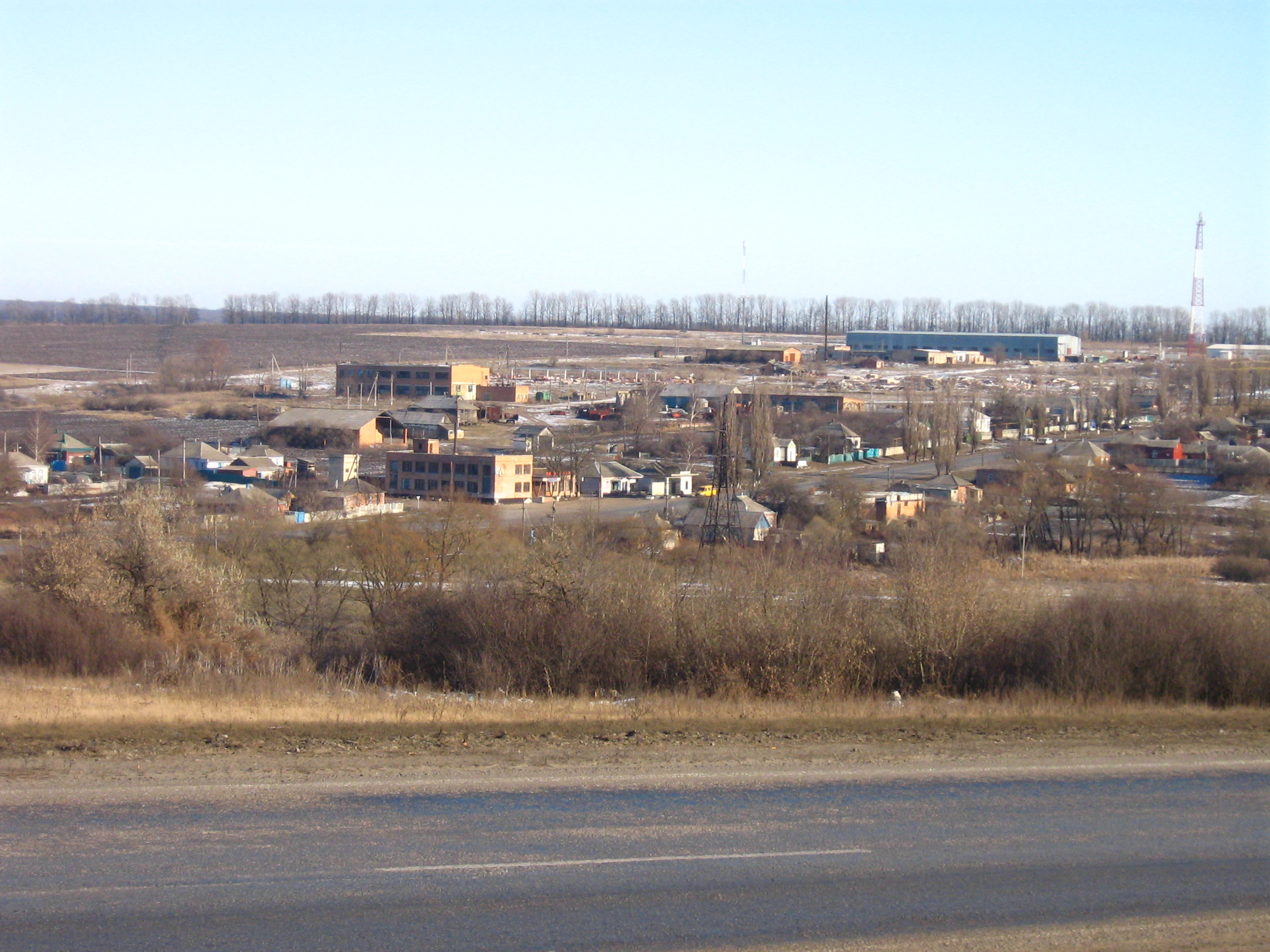
卡姆亞納亞魯哈

卡姆亞納亞魯哈（烏克蘭語：Кам'яна Яруга）是位於烏克蘭東部的村莊，由哈爾科夫州丘胡伊夫区的丘胡伊夫市鎮負責管轄。該村始建於1697年，面積3.69平方公里，海拔高度134米，2001年人口2,186，人口密度每平方公里592.4人。